# Schuppenschnitt

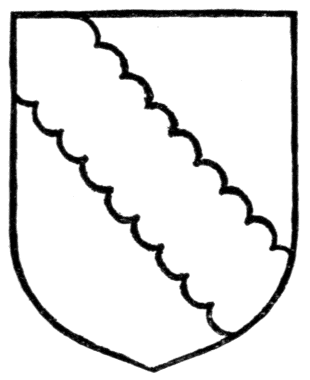
Schrägbalken im Schuppenschnitt

Der Schuppenschnitt, seltener auch Lappenschnitt, ist in der Heraldik eine besondere Form einer Schnittlinie, um ein Wappen in mindestens zwei Felder zu teilen. Ausgeführt wird eine Schnittlinie mit aus sich wiederholenden halbkreisförmigen kleinen Bögen, den Schuppen. Sie haben das Aussehen von mit der Breitseite nebeneinandergelegten stilisierten Fischschuppen.
Bei im Schuppenschnitt geteilt, -gespalten usw. für die einfachen Schildteilungen spricht man auch von in Bögen (Bogenschnitt, ausgebogen), wobei bei letzterem im Allgemeinen die Anzahl der Bögen explizit angegeben ist.
Auch können der Balken oder der Pfahl auf einer oder auf beiden Seiten so geschnitten sein und erhalten bei der Blasonierung, also der Wappenbeschreibung, den Zusatz nach der Schnittart. Somit heißt es dann: Schuppenbalken oder Schuppenpfahl, wenn beide Seiten den gleichen Schnitt haben. Wird nur eine Seite geschuppt geschnitten, muss es die Beschreibung melden. Auch gibt es einen Schuppenbord oder ein Schuppenschildhaupt, wenn die Trennlinie durch Schuppenschnitt dargestellt wird. Ein in Schuppen geschnittener Schildfuß dient beispielsweise der Darstellung von Wasser.
Ein Kreuz im Wappen, dessen Außenlinien den Schuppenschnitt aufweisen, wird als Schuppenkreuz beschrieben (es ähnelt dem Perlenkreuz, aber die Kugeln überlappen sich). Sonst sagt man allgemein ausgeschuppt. Alle Ausdrücke sind entsprechend auf Lappen- respektive gelappt zu finden.
Zur Unterscheidung vom Dornenschnitt (eingebogen) ist die Richtung der Spitzen ausschlaggebend, also, welche der aneinandergrenzenden Flächen als die dekorierte oder vorrangige gilt.

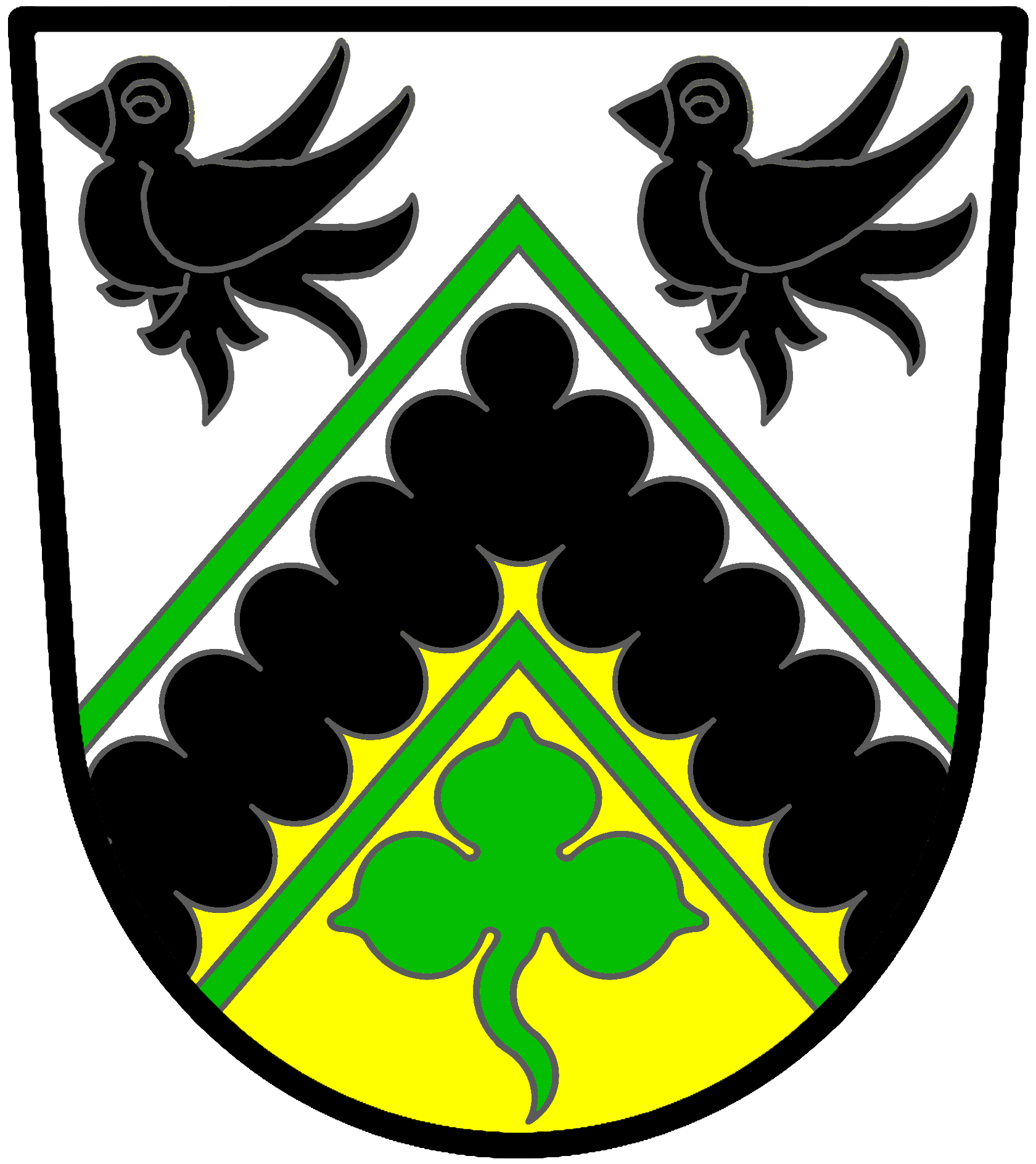
Geschuppter Winkel (Lawson, UK)
Schuppenkreuz (heraldisches Muster)